# 日本占领时期死难人民纪念碑
日本占领时期死难人民纪念碑，位於新加坡美芝路政府大厦大草场的东侧，樹立宗旨在於缅怀第二次世界大戰期间被日本皇軍殺害的平民。

## 歷史
新加坡日佔時期，數以千計華人在肅清大屠殺中被殺害。為進一步剷除在新加坡反日的勢力，據估計日本憲兵更加屠殺了多達5萬名年屆18至50歲的華人。
在1962年2月，受害者的遺骸於实乞纳、樟宜及武吉知马等地的乱葬岗中出土。新加坡中华总商会承擔了整理骸骨及創建紀念館的責任。

## 紀念碑的結構
紀念碑由4根高70（230英尺）的巨型石柱所組成，象征着新加坡的四大种族共同经历的苦难。

## 悼念活動
紀念碑於1967年新加坡沦陷25周年纪念日正式揭幕，及後每年2月15日（全面防衛日）都會在此举行二战蒙难者追悼会。

## 伸延閱讀
- Devi, G. Uma [et al.], , Singapore: National Heritage Board; Archipelago Press, 2002, ISBN 978-981-4068-23-9.
- Lim, Lisa, , Ministry of Defence, 9 April 2006, （原始内容存档于6 October 2007）.